# Altuzarra
Altuzarra es una aldea deshabitada de La Rioja (España), en las proximidades de Ezcaray. Se sitúa a 1022 m s. n. m. en una zona de umbría a 3 km de Posadas. Por la aldea pasa el Arroyo de Altuzarra, afluente del río Oja. Es la aldea de Ezcaray más alejada del núcleo urbano principal.
Su topónimo tiene su origen en el euskera: aliso viejo o lugar de yezgos.
En 1752 había 130 habitantes, en 1964 tan solo 15 y en 1974 quedaba deshabitada. Actualmente sólo queda en pie alguna casa rehabilitada.
Destaca un lugar llamado el Paso del Águila, aunque toda la zona presenta bellos paisajes.
Su nombre da lugar a un apellido extendido por España y Latinoamérica.